# Красная Москва

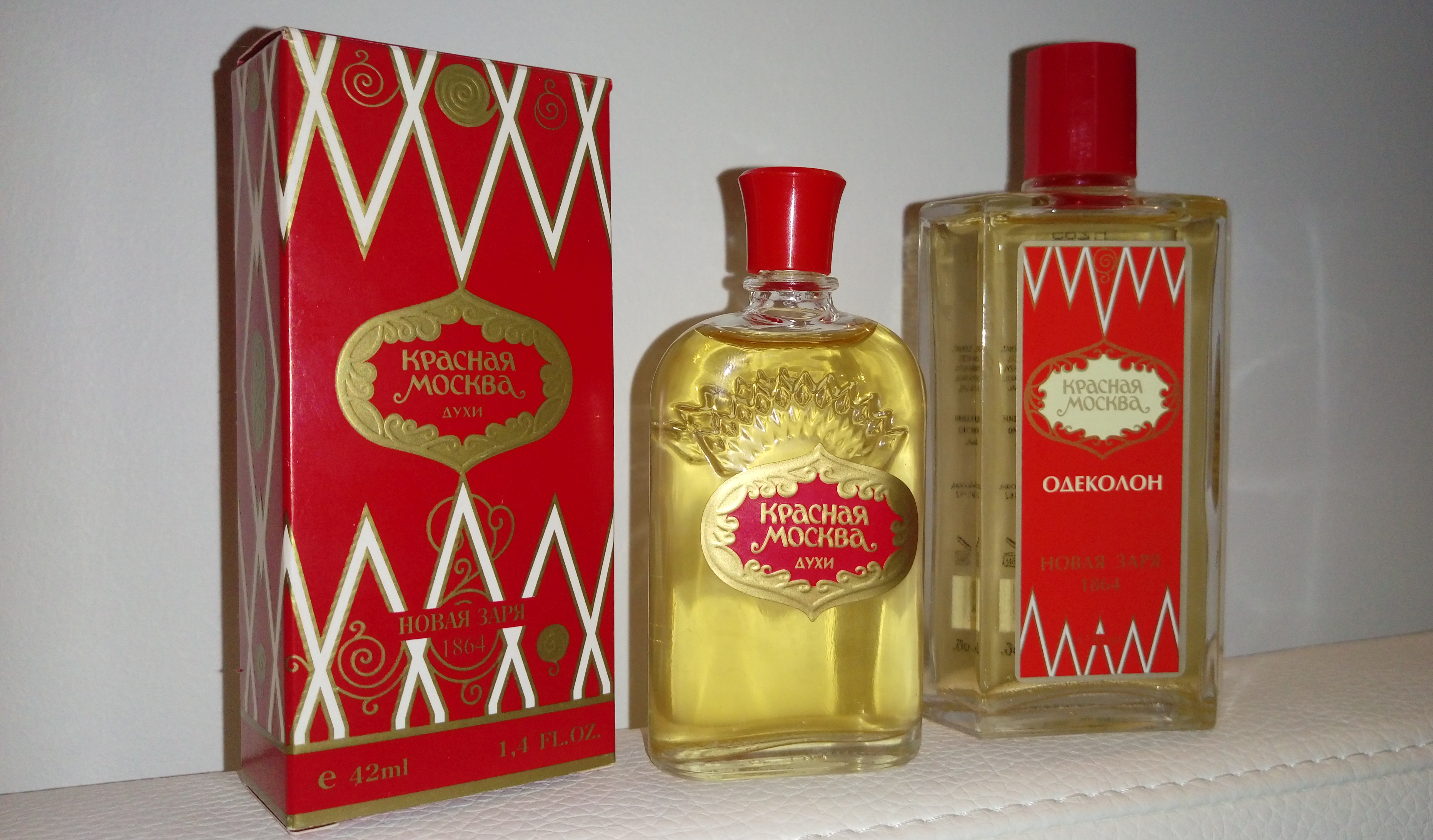
Духи и одеколон 2016 года выпуска

«Кра́сная Москва́» — духи и одеколон московской парфюмерной фабрики «Новая заря».

## Описание аромата
«Красная Москва» содержит более 60 составляющих и имеет сложную пирамиду запаха, состоящую из нескольких уровней. В официальной характеристике духов сказано так: «Тонкий, тёплый, благородный аромат с оттенком флёрдоранжа».
Основные запахи: ирис, гвоздика, жасмин, флёрдоранж, мускус, цитрусовые, гелиотроп.
Рудольф Аркадьевич Фридман в своей книге «Парфюмерия» издания 1955 года пишет: 

«„Красная Москва“ — ассоциируется с изящной теплотой, игривой и кокетливой томностью, мелодичной, пластичной певучестью»<…> Духи «Красная Москва», в основном представляющие собой фиалковой комплекс, по запаху сам по себе довольно сентиментальный, но который благодаря изменению тембра и введению ряда гармонирующих веществ получил особую красоту и богатство запаха<…> Духи «Красная Москва», состоящие из смеси основ ириса, фиалки, гвоздики для совершенства (закругления) всех этих первичных материалов и для усиления их тонкого запаха нуждаются в значительной доле жасминной эссенции".
Для улучшения качества запаха и цельности букета опытные директора парфюмерных магазинов до выпуска аромата в продажу некоторое время выдерживали парфюм на складе. Это делалось с целью «вызревания аромата».
При производстве аромата «Красной Москвы» использовалось только советское сырьё, будь то растения или химические соединения.

## История создания аромата
По официальной версии, состав духов был создан лучшими «носами» советской парфюмерной фабрики «Новая Заря». А секрет формулы (полный купаж) советской «Красной Москвы» до сих пор хранится в тайне представителями парфюмерного концерна «Новая Заря».
История создания аромата запутанна, полна версий и легенд.
1. Согласно легенде, данный аромат был создан для императрицы Марии Фёдоровны «сыном французского мыловара» Августом Мишелем к 300-летию дома Романовых, которое праздновалось в 1913 году[11][12], а после революции формула была переработана[13]. Однако на флаконе духов почему-то изображена явно другая императрица — Екатерина II[14][15][16]. Отдельно от этого несоответствия: на флаконах духов дата «1864» и производитель «Брокар и Ко» отсылают к тому, что фабрика Брокара была основана в 1864 году.
2. Также существует версия, что «Любимый букет императрицы» путают со старинным ароматом «Букет императрикс», который был разработан поставщиком императорского двора Генрихом Брокаром (1836—1900) не позднее 1882 года[17]. Но на упомянутых ранее духах с Екатериной II, которые могли быть созданы Брокаром, написано именно «Любимый букет императрицы», а не «Букет императрикс».
3. Третья версия: духи-прототип «Красной Москвы» были созданы уже после смерти Генриха Брокара, последовавшей в 1900 году. Производством руководила его вдова Шарлотта и приглашенный парфюмер Огюст-Мишель, который после национализации фабрики, получившей название «Новая Заря», воссоздал композицию, максимально приблизив её по звучанию к «брокаровскому» парфюму. Причина расхождения в химическом составе, по этой версии, была связана с логистикой, доступу к ингридиентам: Советский Союз не имел возможности закупать все ингредиенты и ароматические вещества, с которыми изначально работала фабрика Брокара.[18]
4. По ещё одной гипотезе, за основу были приняты французские духи L’Origan Coty 1905 года[19].
5. Согласно ещё одной версии, духи «Красная Москва» созданы в середине 1920-х годов при участии Полины Жемчужиной (жены будущего наркома В. М. Молотова) и не имеют прямого отношения к дореволюционным ароматам, так как в то время соответствующие ингредиенты ещё не использовались в парфюмерии[20]. П. С. Жемчужина ходила к И. В. Сталину, рассказывала ему о перебоях с эфирными маслами, упаковочными материалами и лично настаивала на создании Главпарфюмпрома — производства, которое бы отвечало за гигиену и ароматы советских женщин[21].

Распространена также городская легенда об особом сходстве ароматов «Красной Москвы» 1925 года и цветочно-альдегидного «Шанель № 5» 1921 года.
В 1958 году духи были отмечены призом на Всемирной выставке в Брюсселе.
Дипломаты, а также туристы других стран, посещавшие СССР, охотно приобретали именно духи «Красная Москва» в качестве советского сувенира. Выезжавшие за рубеж в деловые, творческие или туристические поездки граждане СССР также нередко везли с собою эти духи как подарок друзьям или родственникам.

## В кинематографе
Есть мнение[кто?], что поклонницей «Красной Москвы» была Любовь Орлова, но в кинематографе не осталось подтверждений этой её приверженности. Впервые знаменитые духи появились на экране в фильме 1954 года «Большая семья»: в одном из эпизодов крупным планом показан флакон, который старший брат дарит школьнице, переходящей в 10 класс. Можно разглядеть и цену — 60 рублей.
В знаменитом фильме 1961 года «Девчата» духи появляются в момент, где героиня приходит к приятельнице в общежитие, а у той на тумбочке стоит несколько флаконов, среди которых явственно читается «Красная Москва».[значимость факта?]
В фильме 1972 года «Здравствуй и прощай» приехавшая из деревни в большой город героиня впервые в жизни приходит в парфюмерный магазин и с восторгом рассматривает сверкающие витрины и ассортимент товаров, среди которых крупным планом зрителю показывают настоящий советский шик — духи «Красная Москва».[значимость факта?]
В кинокартине 1982 года «Покровские ворота» есть эпизод, в котором герой идёт знакомиться с родителями невесты, а она заранее вручает ему флакон, который он должен подарить будущей тёще, потому что «Красная Москва» — её любимые духи.
В сериале 2011 года, поставленном по книге Дины Рубиной «На солнечной стороне улицы», тоже фигурировал парфюм «Красная Москва» — им спекулировала героиня.[значимость факта?]
В сериале 2013 года «Истребители» главной героине Лидии Литовченко презентуют духи «Красная Москва» вместе с орденом. Но она ими не пользуется, а дарит подруге Евгении Дементьевой, которая им очень рада.[значимость факта?]
В кинокартине «Афоня» 1975 г. Главный герой говорит своей подруге: -Я тебе духи купил, марки Москва. При этом не может найти эти духи и подруга подозревает его в том что он их выпил.

### Сила и шлейф
Парфюм «Красная Москва» может быть популярным среди людей, которые пользуются им годами и даже десятилетиями (и которые привыкли к запаху аромата); причём достаточно часто среди людей пожилого возраста с ослабленной способностью чувствовать запахи. Вероятно, поэтому «Красная Москва» не очень хорошо известна за особенную громкость своего запахового «звучания».
Особенности:
- Парфюм «Красная Москва» имеет стойкий запах и шлейф, огромный[24] в сравнении с большинством современных духов, одеколонов и eau de toilette;
- Аромат «Красная Москва» поступает в продажу без атомайзера — форсунки, прикреплённой к флакону, в отличие от большинства флаконов современных парфюмов ввиду того, что неопытный пользователь может случайно злоупотребить сильным парфюмом, если нанесёт слишком много жидкости, не сумев насладиться надлежащим ароматом.